# Повстання Крістерос
Повстання Крістéрос (1926-1929) — військовий конфлікт в Мексиці між федеральними силами і повстанцями крістерос (Guerra de los Cristeros, самоназва повстанців з ісп. Cristo — Христос), які боролися проти положень конституції 1917 року, спрямованих на обмеження ролі Римо-католицької церкви в країні.

## Передумови
Конституція 1917 року позбавила церкву права володіти нерухомим майном і купувати його. Зачинялися монастирі, заборонялося релігійне навчання. Релігійні акти могли проводитися тільки в стінах спеціально відведених приміщень. Під час проповідей не дозволялося піднімати будь-які політичні питання. Всі служителі церкви позбавлялися виборчих прав. Заборонялася діяльність будь-яких громадських організацій, в назві яких був відображений їх зв'язок з релігією або церквою.
У початку 1926 року Плутарко Еліас Кальєс прийняв ряд заходів по здійсненню антиклерикальної програми конституції. В кінці лютого з країни були вислані кілька десятків іноземних священиків, які не мали за конституцією права відправляти службу на території Мексики. Президент запропонував також змінити або доповнити кримінальне законодавство, передбачивши в ньому покарання за порушення антиклерикальних положень конституції.
У червні був опублікований текст цього закону (яке вступало в силу 1 серпня). За новим законом будь-який іноземець, який продовжував здійснювати богослужіння на території Мексики, підлягав штрафу в розмірі 500 песо або арешту на 15 діб. Таке ж покарання передбачалося для священиків, які відкривали релігійні школи. Монастирі підлягали негайному розпуску, а члени виявлених чернечих асоціацій позбавлялися волі на строк до двох років. Крім того, священнослужитель, який виступав із закликами до непокори уряду, міг бути позбавлений волі на строк від 6 років, а з критикою конституції — на термін від року до 5 років.

Прапор повстанців з написом «Viva Cristo Rey» (Слава Христу-Царю) та зображенням «Мати Божої Гваделупської»

## Конфлікт
У липні 1926 роки мексиканські єпископи вирішили призупинити проведення богослужінь у церквах, уряд назвав це рішення спробою налаштувати народ проти держави. Припинення богослужінь поклало початок кривавого повстання Крістерос.
Найбільш відомими лідерами повстанців були Енріке Горостьєта, Хесус Дегольядо (фармацевт), Вікторіано Рамірес (чиновник) і два священики (Арістея Педроса і Хосе Рейєс Вега). Безпосередньо в бойових діях брали участь п'ять священиків.
23 лютого 1927 року крістерос здобули першу перемогу в Сан-Франсиско-дель-Рінкон (Гуанахуато), за нею послідувала ще одна — в Сан-Хуліані (Халіско). Проте повстання пішло на спад після того, як загін отця Веги напав на потяг — крістерос були потрібні кошти. У перестрілці загинув брат отця. Розлючений цією втратою, священик наказав підпалити вагони. Загинула 51 особа. Ця жорстокість налякала простих людей, відвернула їх від повстанців.
[[Archivo:Entrevistacolima.jpg|міні|300x300пкс|Інтерв'ю з лідерами Крістерос та командиром військових операцій в штаті Коліма (21 червня 1929).]]
Проте очолювані Енріке Горостьєтою та Вікторіано Раміресом крістерос змогли зібратися з силами і знову розпочати вдалий наступ. У загонах повстанців налічувалось біля 50 тисяч чоловіків. Були також жіночі підрозділи, загальна чисельність яких сягала 25 тисяч осіб. Вони виконували медичні функції і називалися «Las brigadas bonitas» («Красиві бригади»).
Поступово повстанці зайняли більшу частину території Мексики. Уряд контролював лише великі міста. Католики уміло застосовували партизанську тактику, наносячи удари одночасно у кількох районах країни, а урядова армія не мала ресурсів для ефективної протидії.
Врегулювання конфлікту стало можливим при лояльно налаштованому до церкви президенті Еміліо Портес Хіле. У 1929 році за сприяння США і Ватикану вдалося примирити духовенство і мексиканський уряд. Знову було дозволено релігійне виховання (але не в школах), дозволялася подача клопотань про реформування законодавства, церква була відновлена в своїх майнових правах — хоча юридично нерухомість як і раніше перебувала у державній власності, церква отримувала над нею фактичний контроль. Це влаштовувало обидві сторони, і духовенство припинило підтримку повстанців. Однак більшість повстанців, відчуваючи себе обдуреними, продовжувало боротьбу протягом ще двох років.
Війна забрала близько 90 тисяч життів 56 882 чоловік з боку федеральних військ, 30 000 крістерос, і велике число цивільних осіб і крістерос, які були вбиті в антиклерикальних рейдах після закінчення конфлікту.

## Наслідки
Уряд не виконав умов мирної угоди — приблизно 500 лідерів крістерос і 5000 рядових учасників опору були розстріляні, часто в своїх будинках, в присутності дружин і дітей. Особливо образливою для католиків стала повна державна монополія на освіту. Переслідування були продовжені і під час президентства Ласаро Карденаса, антикатолицького соціаліста, і не припинялися до 1940 року, коли президентом став практикуючий католик Мануель Авіла Камачо.
Наслідки війни для церкви виявилися плачевними. У період з 1926 по 1934 рік щонайменше 40 священиків були вбиті. З 4500 священиків, які служили Ватикану до повстання, в 1934 році залишилося тільки 334 (отримали дозвіл від уряду), на 15 мільйонів чоловік населення. Причиною скорочення кількості священиків стали еміграція, заслання і вбивства. До 1935 року 17 штатів не мало священиків зовсім.

### Сьогодення
Католицька церква визнала кількох загиблих Крістерос мучениками, в тому числі блаженного Мігеля Про, єзуїта, що був розстріляний без суду 23 листопада 1927 року за фальшивим звинуваченням у причетності до замаху на колишнього президента Альваро Обрегона, але насправді за те, що він виконував свої священичі обов'язки наперекір рішенню уряду. Його беатифікація відбулася в 1988 році.
21 травня 2000 року Папа Римський Іван Павло ІІ канонізував групу з 25 мучеників. Вони були беатифіковані 22 листопада 1992 року. З цієї групи 22 були духовенством, а троє — мирянами. Вони не брали зброю в руки, але відмовлялися залишати свої парафії, їх розстрілювали або вішали урядові сили за принесення таїнств.
Католицька церква оголосила ще 13 жертв антикатолицького режиму мучениками 20 листопада 2005 року, тим самим відкривши шлях до їх беатифікації. Цю групу складали переважно миряни, включаючи 14-річного Хосе Санчеса дель Ріо.